# Isopora
Genre
Isopora est un genre de scléractiniaires (coraux durs), de la famille des Acroporidae.

## Liste des espèces
Selon World Register of Marine Species (1 mars 2015) :
- Isopora brueggemanni (Brook, 1893)
- Isopora crateriformis (Gardiner, 1898)
- Isopora cuneata (Dana, 1846)
- Isopora elizabethensis (Veron, 2000)
- Isopora palifera (Lamarck, 1816)
- Isopora togianensis (Wallace, 1997)